# Cryophilie
 (janvier 2023).
Si vous disposez d'ouvrages ou d'articles de référence ou si vous connaissez des sites web de qualité traitant du thème abordé ici, merci de compléter l'article en donnant les références utiles à sa vérifiabilité et en les liant à la section « Notes et références ».
La cryophilie (du grec kruos : froid et philia : attirance) est une excitation sexuelle due au froid ou à des objets froids. 
Principalement pratiquée avec un glaçon : érection des mamelons de la femme, fellation ou cunnilingus avec un glaçon dans la bouche, voire masturbation et caresses génitales à l'aide du glaçon.
Une autre pratique est l'insertion des plusieurs glaçons dans le vagin.

## Filmographie
- 9 Semaines ½ (1986)
- Do the Right Thing (1989)
- Showgirls (1995)
- Le monde ne suffit pas (1999)